# Meyer Hills
Die Meyer Hills sind eine Hügelgruppe im westantarktischen Ellsworthland. In der Heritage Range, dem südlichen Teil des westantarktischen Ellsworthgebirges, ragen sie zwischen den Enterprise Hills im Westen und dem Kopf der eisgefüllten Bucht Constellation Inlet im Osten auf.
Die höchsten Gipfel sind Seaquist Peak (800 m) im Nordwesten, der Holt Peak (850 m) im Nordosten und der Beaudoin Peak, mit 980 m der höchste Gipfel, im Südosten. Direkt südlich der Hügel liegen die Weaver-Nunatakker.
Im antarktischen Sommer zwischen 1962 und 1963 besuchte eine Expedition der University of Minnesota im Rahmen ihrer Erforschung des Ellsworthgebirges auch die Meyer Hills. Sie benannten die Hügelgruppe nach Harvey John Meyer (* 1935), einem der Geologen der Expedition.